# Jaguas (Guayanilla)
Jaguas es un barrio ubicado en el municipio de Guayanilla en el estado libre asociado de Puerto Rico. En el Censo de 2010 tenía una población de 1413 habitantes y una densidad poblacional de 759,84 personas por km².

## Geografía
Jaguas se encuentra ubicado en las coordenadas 18°2′26″N 66°47′30″O / 18.04056, -66.79167. Según la Oficina del Censo de los Estados Unidos, Jaguas tiene una superficie total de 1.86 km², de la cual 1.86 km² corresponden a tierra firme y (0%) 0 km² es agua.

## Demografía
Según el censo de 2010, había 1413 personas residiendo en Jaguas. La densidad de población era de 759,84 hab./km². De los 1413 habitantes, Jaguas estaba compuesto por el 81.03% blancos, el 9.34% eran afroamericanos, el 0.35% eran amerindios, el 8.49% eran de otras razas y el 0.78% pertenecían a dos o más razas. Del total de la población el 99.58% eran hispanos o latinos de cualquier raza.